# Véhicule antiaérien
Vous pouvez aider à l'améliorer ou bien discuter des problèmes sur sa page de discussion.
- Il ne cite pas suffisamment ses sources. Vous pouvez indiquer les passages à sourcer avec {{référence nécessaire}} ou {{Référence souhaitée}}, et inclure les références utiles en les liant aux notes de bas de page. (Marqué depuis juillet 2025)

- Archive Wikiwix
- Bing
- Cairn
- DuckDuckGo
- E. Universalis
- Gallica
- Google
- G. Books
- G. News
- G. Scholar
- Persée
- Qwant
- (zh) Baidu
- (ru) Yandex
- (wd) trouver des œuvres sur Wikidata

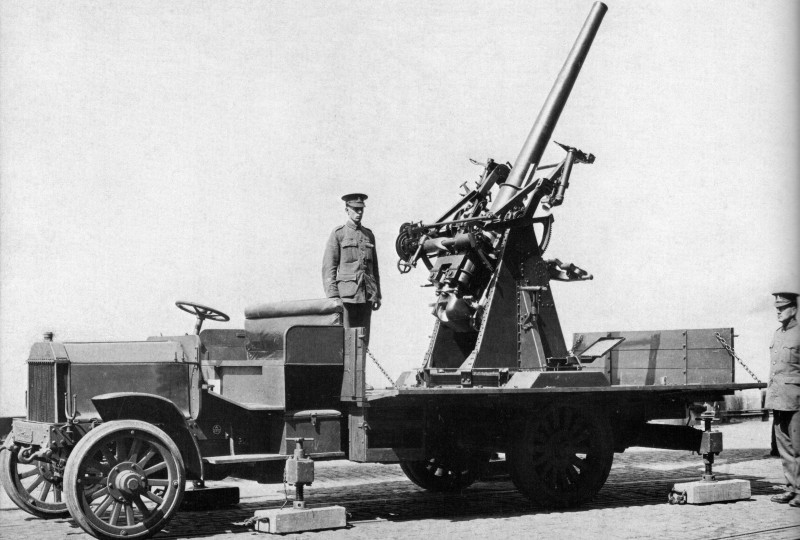
Canon britannique QF 3 inch gun monté sur camion durant la Première Guerre mondiale.

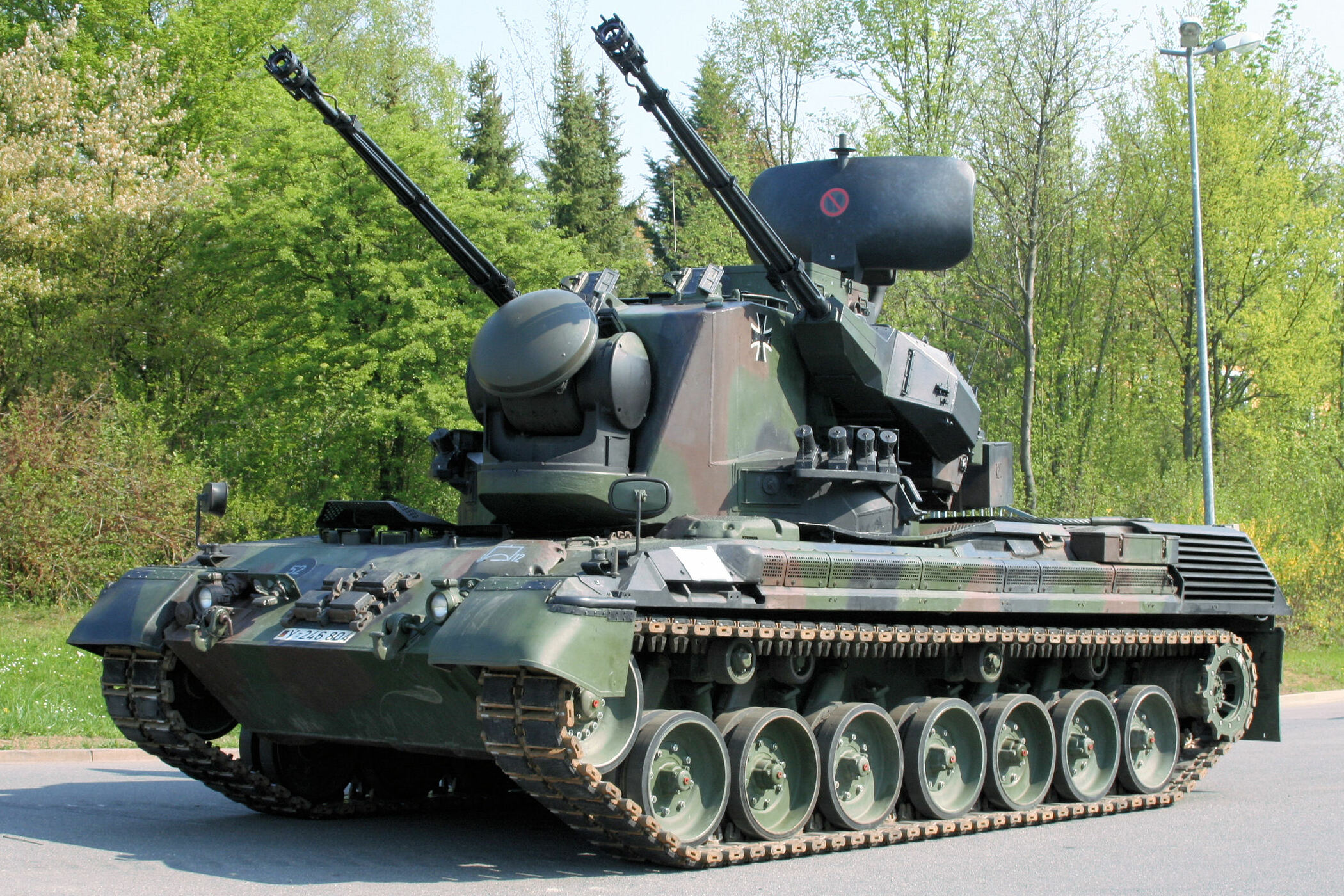
Flakpanzer Gepard allemand avec radar et canon antiaérien, sur châssis de char Leopard 1.

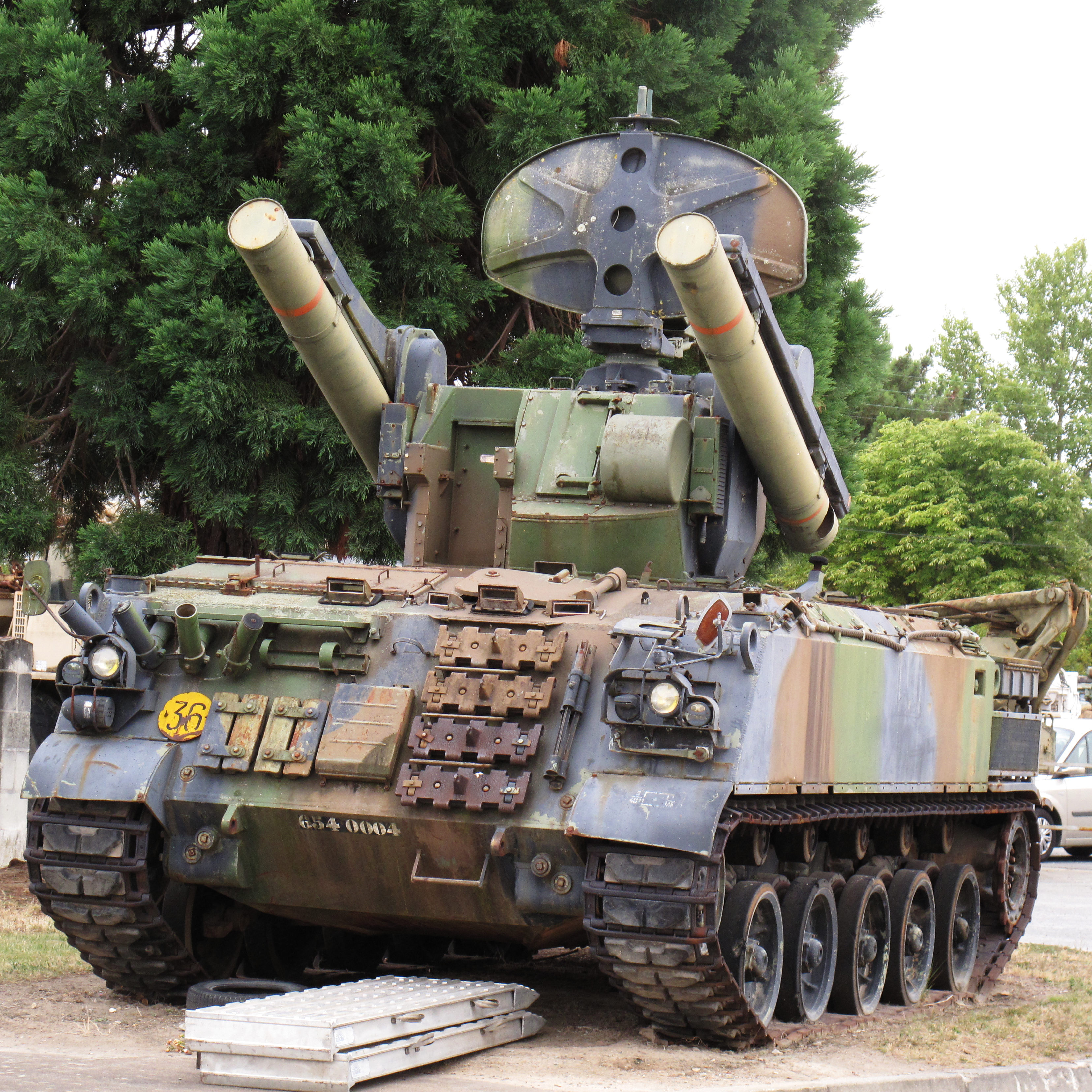
AMX-30 français équipé du missile Roland.

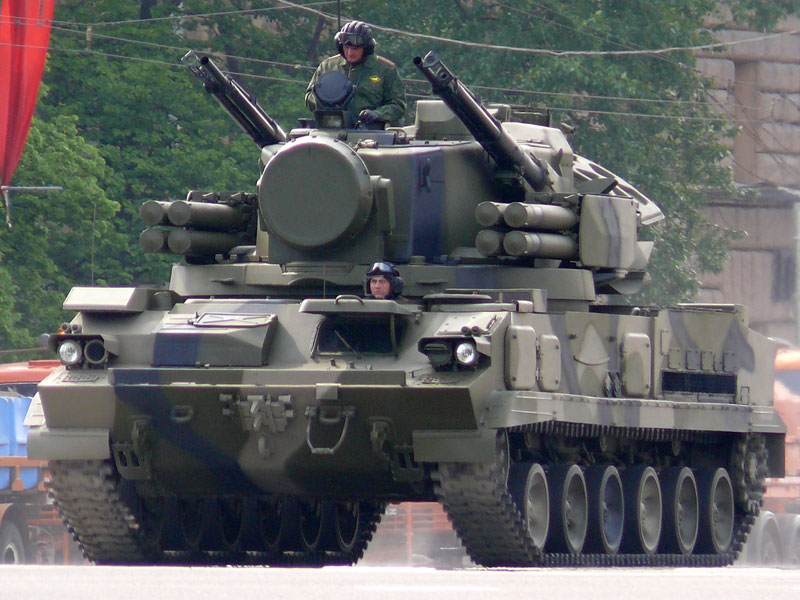
2K22 Tunguska russe équipé à la fois de canon antiaérien et d'une batterie de missiles sol-air.

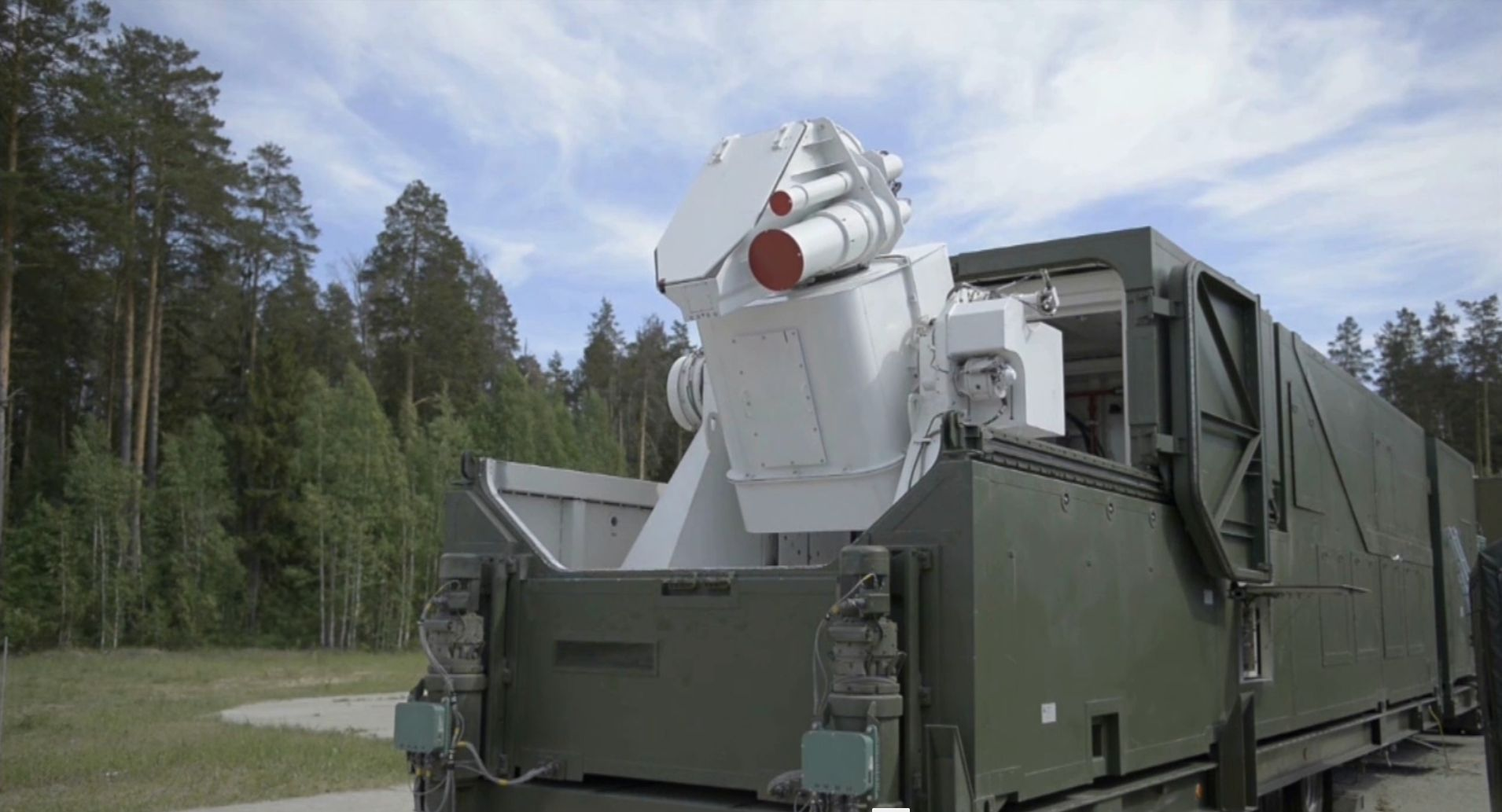
Véhicule antiaérien laser russe Peresvet (laser), annoncé lors du discours présidentiel russe au parlement de 2018

Un véhicule antiaérien est un canon antiaérien et/ou une batterie de missiles autopropulsé, parfois intégré dans un système d'arme de lutte antiaérienne complet avec acquisition radar, la plupart du temps légèrement blindé.

## Description
On distingue les canons antiaériens seuls, à utiliser avec une station radar séparée, ou sans radar avec uniquement des moyens optiques, les canons antiaériens avec radar combinés et les modèles plus modernes disposant même de missiles.

## Dans le monde

### Espagne
L'armée espagnole dispose de l'AMX-30 D équipé du missile Roland, du MAN FX porteur du missile Patriot et l'Iveco M.250.37W avec le système de missiles NASAMS.

### Italie
- Centauro Draco